# Кейн, Сэм
Сэмюэл Джордан Кейн (род. 13 января 1992) — новозеландский регбист, игрок клуба «Сантори Санголиат» и сборной Новой Зеландии по регби. Играет на позиции фланкера. 5 мая 2020 года назначен капитаном All Blacks, заменив на этом посту Кирана Рида.

## Карьера
Кейн играл за сборную Новой Зеландии U20 на молодежном Кубке мира IRB 2011 года.
В 2012 году дебютировал за основной состав All Blacks в матче против Ирландии.
В 2013 года Кейн впервые вышел в стартовом составе новозеландский сборной.
Кейн был одним из ключевых игроков All Blacks на победном Кубке по регби 2015. В матче с Намибией впервые вывел команду в качестве капитана.
После того, как Ричи Маккоу завершил карьеру Кейн заменил его на позиции фланкера в All Blacks.
В 2016 году был назначен капитаном Чифс совместно с Аароном Крюденом, но после отъезда последнего в Топ-14 стал единоличным лидером команды из Гамильтона.
Кубок мира 2019 года сложился для Сэма Кейна не очень удачно. На групповой стадии он провел два матча, в четвертьфинале против Ирландии был заменен в перерыве, а полуфинальную встречу со сборной Англии начал на скамейке запасных.